# Nyssodrysternum taeniatum
Nyssodrysternum taeniatum es una especie de escarabajo longicornio del género Nyssodrysternum, tribu Acanthocinini, subfamilia Lamiinae. Fue descrita científicamente por Monné en 1985.

## Descripción
Mide 7-10 milímetros de longitud.

## Distribución
Se distribuye por Bolivia y Brasil.